# Hada tenebra
Hada tenebra là một loài bướm đêm trong họ Noctuidae.